# Eve’s Bayou – Im Bann der Lügen
 Eve’s Bayou – Im Bann der Lügen ist ein US-amerikanischer Spielfilm von 1997, geschrieben und inszeniert von Kasi Lemmons, die damit ihr Regiedebüt gab. Das Südstaaten-Drama wird zum Genre des Southern Gothic gezählt und verbindet Folk-Horror mit klassischen Elementen des Horrorfilms. Der Film wurde 1997 auf dem Toronto International Film Festival uraufgeführt und kam am 7. November 1997 in die Kinos. Eve’s Bayou spielte in den USA 14 Millionen US-Dollar bei einem Budget von 4 Millionen US-Dollar ein und war damit der kommerziell erfolgreichste Independent-Film des Jahres 1997.

## Handlung
Eve Batiste, ein 10-jähriges Mädchen, sowie ihr jüngerer Bruder Poe und ihre ältere Schwester Cisely leben in den 1960er Jahren in einer kreolisch-amerikanischen Gemeinde in Louisiana. Ihr Vater Louis ist ein angesehener Arzt in der schwarzen Gemeinde und behauptet, von dem französischen Aristokraten abzustammen, der die Stadt gründete. Eines Nachts erwischt Eve ihren Vater dabei, wie er ihre Mutter betrügt. Ihre Schwester Cisely überzeugt Eve, dass sie das Geheimnis bewahren muss.

## Produktion
Die Dreharbeiten erfolgten 1996 in den Orten Covington und Madisonville in Louisiana. Das historische Otis House im Fairview-Riverside State Park diente als Wohnhaus der Familie Bastiste.

## Rezeption
Bei Rotten Tomatoes wurde das Filmdrama von 83 Prozent der Kritiker (Grundlage 131 Rezensionen) und 89 Prozent der Zuschauer (basierend auf über 5.000 Bewertungen, Stand Februar 2024) als positiv bewertet.
Der Film erhielt überwiegend positive Besprechungen. Roger Ebert bezeichnete ihn in der Chicago Sun-Times sogar als besten Film des Jahres 1997.
2018 wurde er von der Library of Congress als „kulturell, historisch oder ästhetisch bedeutsam“ zur Aufbewahrung im US-amerikanischen National Film Registry ausgewählt.

## Auszeichnungen
- Zwei Independent Spirit Awards 1998[3]
  - „Bester Debütfilm“
  - „Beste Nebendarstellerin“; Debbi Morgan.

- Critics’ Choice Movie Award/Beste Jungdarstellerin 1997 für Jurnee Smollett
- Vier Nominierungen für die Satellite Awards